# Möchtegang
Möchtegang ist eine 2013 gegründete Schweizer Hip-Hop-Gruppe. Sie besteht aus den Rappern C.mEE, Chandro & Flap von Fratelli-B, Bandit und Phumaso & Smack. Offiziell ebenfalls zur Band gehören die DJs Stressless, C-Cut und Aldewaldä (ehem. Luut & Tüütli) sowie Manager Digi und Merchandise-Verkäufer Young Merch. Die Band sieht sich als grosse Familie.

## Diskografie
- Mittwuch Nami (2014)
- Campione (2016)

## Erfolge
Der Song So Andersch gilt als eines der beliebtesten Schweizer Rap Videos seit 2010.
Mit dem Album Mittwuch Nami chartete die Band 2014 auf Platz 5 der offiziellen Schweizer Albumcharts.